# Raciąż
Raciąż (in tedesco Harnau) è una città polacca del distretto di Płońsk nel voivodato della Masovia.
Ricopre una superficie di 3,82 km² e nel 2004 contava 4 585 abitanti.